# IPod touch (第6世代)
iPod touch（第6世代）とは、Appleが開発、発売していたiPod touch第6世代目のモデルである。

## 概要
本モデルは2015年7月15日にiPod touch (第5世代)から3年ぶりに発売された。前モデルとの外観上の違いはiPod touch loopが廃止されたことである（ただし、第5世代, Mid 2013 (マイナーチェンジモデル) で1度廃止されたことがある）。
iPhone 6と同じApple A8 64bitプロセッサを搭載し、前モデルよりCPUは最大6倍、GPUは最大10倍高速化され、性能が劇的に向上した。
本モデルでは歴代モデルにはないMetalがサポートされている。メモリは1GBを搭載し、アプリがクラッシュする問題は改善された。CPUのクロック数はiPhone 6 / 6 Plusは、1.4GHzなのに対し、本モデルは1.1GHzにダウンクロックされている。
背面カメラは前モデルの5メガピクセルから8メガピクセルに向上した。カメラは新たにバーストで撮影できるようになっている。液晶は前モデルと同じ解像度である。Apple Payには対応しない。iOS 9.3のアップデートからNight Shiftに対応した。Touch ID、3D Touch、着信/サイレントスイッチは搭載されていない。iOS 11のコントロールセンターでは、長押しすることで詳細が開けるようになり、これまで3D Touch対応デバイス限定だった機能などが使用できるようになっている。コントロールセンターからの消音モードの設定にも対応した。iPod touchはポータブルメディアプレイヤー（ミュージックプレイヤー）であって携帯電話ではないため、電話、パスコード入力画面左下にある「緊急」やSOS機能は搭載されない（パスコードを一定回数間違った場合の画面には「緊急」が表示される）。
カラーは前モデルと異なるスペースグレイ、ゴールド、シルバー、ピンク、ブルー、(PRODUCT)REDの6色。ストレージ容量は16GB、32GB、64GB、128GBの4種類。新たに追加された128GBモデル（Apple Storeオンラインと直営店のみでの販売）は、スマートフォンの普及によるゲーム需要が増加したことを受けてのもの。一方、16GBモデルは、Apple Musicの開始に伴い、本モデルでも引き続き用意された。
2019年9月19日より提供が開始されたiOS 13では、iPhone 5s、iPhone 6 / 6 Plusと共にサポート対象外となった。なお、2024年9月現在もiOS 12のサポートは継続中。

## バッテリー
前モデルより若干増加し1043mAhとなった。iPhoneとは異なり低電力モード、バッテリー残量（%）表示の設定には対応しない（バッテリーウィジェットでの確認は可能）。

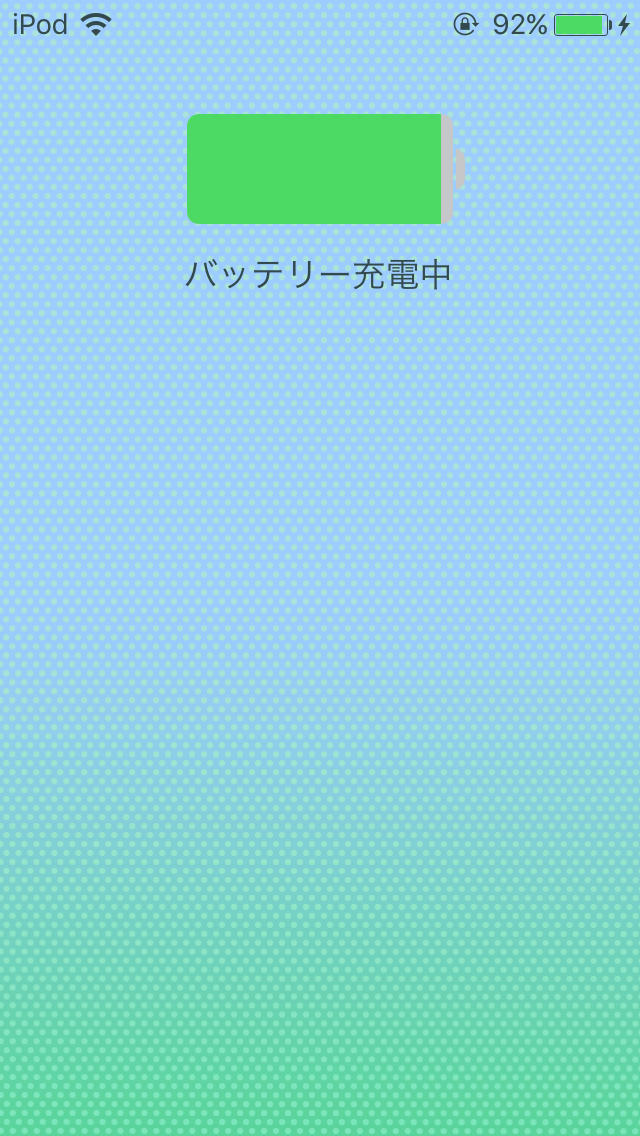
バッテリー充電中のロック画面

iPhoneやiPadの場合、充電器に接続するとロック画面に ○%充電済み と表示されるが、iPod touchの場合は、iOS 10.3.3までは バッテリー充電中 か 100%充電済み のいずれかが表示される（iOS 11以降ではiPhoneやiPad同様の仕様）。

## 位置情報サービス
iPod touchにはGPSは搭載されていないが、Wi-Fiを利用したおおよその位置を表示する。周辺にWi-Fiが多いほど正確性が向上する。Bluetoothを利用したiBeaconを利用して位置情報精度を改善することもできる。

## Geekbench 4のスコアデータ
- Geekbench 4で計測されたスコアを元に前モデルのiPod touch（第5世代）と比較する[2]。

| Geekbenchスコア（マルチコア）           | Geekbenchスコア（マルチコア）           | Geekbenchスコア（マルチコア） | Geekbenchスコア（マルチコア） | Geekbenchスコア（マルチコア） |
| --------------------------------------- | --------------------------------------- | ----------------------------- | ----------------------------- | ----------------------------- |
| デバイス プロセッサ                     |                                         |                               |                               | スコア （マルチコア）         |
| iPod touch (第5世代) Apple A5 @ 0.8 GHz | iPod touch (第5世代) Apple A5 @ 0.8 GHz |                               | 487                           | 487                           |
| iPod touch (第6世代) Apple A8 @ 1.1 GHz | iPod touch (第6世代) Apple A8 @ 1.1 GHz |                               | 2231                          | 2231                          |

| Geekbenchスコア（バッテリー）   | Geekbenchスコア（バッテリー）   | Geekbenchスコア（バッテリー） | Geekbenchスコア（バッテリー） | Geekbenchスコア（バッテリー） |
| ------------------------------- | ------------------------------- | ----------------------------- | ----------------------------- | ----------------------------- |
| デバイス バッテリー容量         |                                 |                               |                               | スコア                        |
| iPod touch (第5世代) @ 1030 mAh | iPod touch (第5世代) @ 1030 mAh |                               | 278                           | 278                           |
| iPod touch (第6世代) @ 1043 mAh | iPod touch (第6世代) @ 1043 mAh |                               | 555                           | 555                           |

- 参考: バッテリーに関してはiPhone、iPadより大幅に劣っている。iPod touch（第5、6世代）と同じプロセッサを搭載したiPhone、iPadとの比較。

| iPhone, iPadと比較（Geekbenchスコア・バッテリー） | iPhone, iPadと比較（Geekbenchスコア・バッテリー） | iPhone, iPadと比較（Geekbenchスコア・バッテリー） | iPhone, iPadと比較（Geekbenchスコア・バッテリー） | iPhone, iPadと比較（Geekbenchスコア・バッテリー） |
| ------------------------------------------------- | ------------------------------------------------- | ------------------------------------------------- | ------------------------------------------------- | ------------------------------------------------- |
| デバイス プロセッサ                               |                                                   |                                                   |                                                   | スコア                                            |
| iPad Air 2 Apple A8X @ 1.5 GHz                    | iPad Air 2 Apple A8X @ 1.5 GHz                    |                                                   | 3430                                              | 3430                                              |
| iPad mini 4 Apple A8 @ 1.5 GHz                    | iPad mini 4 Apple A8 @ 1.5 GHz                    |                                                   | 2074                                              | 2074                                              |
| iPad (第3世代) Apple A5X @ 1.0 GHz                | iPad (第3世代) Apple A5X @ 1.0 GHz                |                                                   | 1728                                              | 1728                                              |
| iPhone 6 Plus Apple A8 @ 1.4 GHz                  | iPhone 6 Plus Apple A8 @ 1.4 GHz                  |                                                   | 1509                                              | 1509                                              |
| iPhone 6 A8 @ 1.4 GHz                             | iPhone 6 A8 @ 1.4 GHz                             |                                                   | 1001                                              | 1001                                              |